# La Grâce (téléfilm)
 (mars 2021).
Si vous disposez d'ouvrages ou d'articles de référence ou si vous connaissez des sites web de qualité traitant du thème abordé ici, merci de compléter l'article en donnant les références utiles à sa vérifiabilité et en les liant à la section « Notes et références ».
La Grâce est un téléfilm français réalisé par Pierre Tchernia et diffusé pour la première fois à la télévision française en 1979. Il est inspiré de la nouvelle éponyme de Marcel Aymé, tirée du recueil Le Vin de Paris.

## Synopsis
Duperrier, un modèle de piété, de justice et de charité, se réveille un jour avec une auréole sur la tête, au grand désespoir de sa femme qui craint les ragots du voisinage. Pour ne pas briser son ménage, il va tout mettre en œuvre pour perdre ce cadeau du ciel, axant désormais sa conduite sur les sept péchés capitaux, qu'il passe consciencieusement en revue, ce qui changera radicalement son existence…

## Fiche technique
- Réalisation : Pierre Tchernia
- Scénario : d'après la nouvelle La Grâce de Marcel Aymé
- Directeur de la photographie : Bernard Girod
- Ingénieur de la vision : Gérard Biret
- Effets spéciaux : Christian Voyeneuve
- Montage : Serge Gauvin
- Décors : Michel Janiaud, Richard Cunin
- Musique : Gérard Calvi
- Durée : 55 minutes
- Genre : Comédie
- Date de diffusion : 21 avril 1979 sur Antenne 2

## Distribution
- Michel Serrault : Duperrier
- Rosy Varte : madame Duperrier
- Roger Carel : le chef de bureau
- Ginette Garcin : madame Huchemin
- Serge Bento : Garigou
- Annie Le Youdec : Jeannette
- Patricia Cartier : Maria, la « fille » pieuse
- Joan Danniel : la crémière
- Claude Legros : l'épicier
- Paul Taverne : le boucher
- Paul Bisciglia : l'homme au cinéma
- Francis Deshartis
- Jacqueline Alexandre
- Antonia Berkof
- Paul Rieger
- Pierre Tchernia : le narrateur (voix off)

## Autour du film
Le scénario et sa réalisation sont confiés à Pierre Tchernia qui y collabore avec Michel Serrault et Roger Carel. Ils avaient déjà participé à ses films de cinéma Le Viager et Les Gaspards ainsi qu'à sa première adaptation de Marcel Aymé : Le Passe-muraille.
Pierre Tchernia est un admirateur de longue date de l'œuvre de Marcel Aymé, qu'il a découverte à 15 ans en lisant Le Passe-muraille.
Pour créer l'auréole ornant la tête de Duperrier, l'équipe de Pierre Tchernia a recours à des trucages vidéos, l'auréole étant filmée sur une maquette et superposée aux séquences vidéos.
Il s'agit de la seconde adaptation télévisée de la nouvelle de Marcel Aymé. La première, réalisée en 1953 par Jacques-Gérard Cornu, serait la toute première adaptation télévisée d'une œuvre de Marcel Aymé. Elle fut diffusée à la télévision le 23 avril, dans des conditions de direct. Duperrier y était incarné par André de Chauveron, entouré par Jean-Pierre Moulinot, Paul Colline et Annie Duguay.

## DVD
En 2012, INA éditions sort un coffret 2DVD regroupant quatre adaptations télévisées de Marcel Aymé. Publié dans la collection Les Inédits fantastiques, le coffret contient également Le Nain de Pierre Badel, La Bonne Peinture de Philippe Agostini avec Claude Brasseur et Le Passe-muraille, réalisé par Pierre Tchernia avec Michel Serrault, Andréa Ferréol et Roger Carel.